# Antonia Solomon
Antonia Noela Solomon (Hastings, 15 marzo 1969) è un'ex cestista neozelandese.

## Carriera
Con la Nuova Zelanda ha disputato i Campionati mondiali del 1994.